# Souvlaki
 Souvlaki betyder "lille spid" på græsk, og kommer af ordet "souvla", "(grill-)spid". 
Souvlaki er en madret fra det græske køkken, hvor der er tale om svinekød, evt. lammekød, grillet på mindre spid. Hvis der er tale om større spid med svinekød eller lammekød, taler man om "kontosouvli", hvilket paradoksalt nok betyder "kort spid". Begge dele er oprindeligt specialiteter fra det græske fastland. Kalve/oksekød tilberedes traditionelt i ovn.
| Mad og drikke | Spire Denne artikel om mad og drikke er en spire som bør udbygges. Du er velkommen til at hjælpe Wikipedia ved at udvide den. |